# Пенканіно (Білоґардський повіт)
Пенканіно (пол. Pękanino) — село в Польщі, у гміні Білоґард Білоґардського повіту Західнопоморського воєводства.
Населення — 96 осіб (2011).
У 1975-1998 роках село належало до Кошалінського воєводства.

## Демографія
Демографічна структура станом на 31 березня 2011 року:
|          | Загалом | Допрацездатний вік | Працездатний вік | Постпрацездатний вік |
| -------- | ------- | ------------------ | ---------------- | -------------------- |
| Чоловіки | 49      | 13                 | 30               | 6                    |
| Жінки    | 47      | 9                  | 30               | 8                    |
| Разом    | 96      | 22                 | 60               | 14                   |